# 김성일 (1975년)
김성일(한국 한자: 金成一, 1975년 11월 2일 ~ )은 대한민국의 전 축구 선수이며, 포지션은 공격수였다.